# Округ Банок (Ајдахо)
Банок (енгл. Bannock County) је округ у америчкој савезној држави Ајдахо.

## Демографија
По попису из 2010. године број становника је 82.839, што је 7.274 (9,6%) становника више него 2000. године.
| Група             | 2000.          | 2010.          |
| Белци             | 67.636 (89,5%) | 71.566 (86,4%) |
| Афроамериканци    | 446 (0,6%)     | 625 (0,8%)     |
| Азијати           | 748 (1,0%)     | 1.079 (1,3%)   |
| Хиспаноамериканци | 3.540 (4,7%)   | 5.587 (6,7%)   |
| Укупно            | 75.565         | 82.839         |